# Burg Gillrath
Die Burg Gillrath, auch Emondtshof genannt, war eine umfangreiche Burganlage und Rittersitz im Ortsteil Gillrath der Stadt Geilenkirchen im Kreis Heinsberg, die heute nahezu restlos verschwunden ist.

## Lage
Der Emondtshof lag im Bruchgebiet des Kirchspiels Gillrath, südlich der heutigen Bundesstraße 56, die als befestigte Straße wohl schon zu Zeiten der Römer den heutigen Verlauf hatte, sowie etwa in der Mitte zwischen dem eigentlichen Ort Gillrath und dem westlich gelegenen Weiler Gillratherbruch.

Übersichtskarten
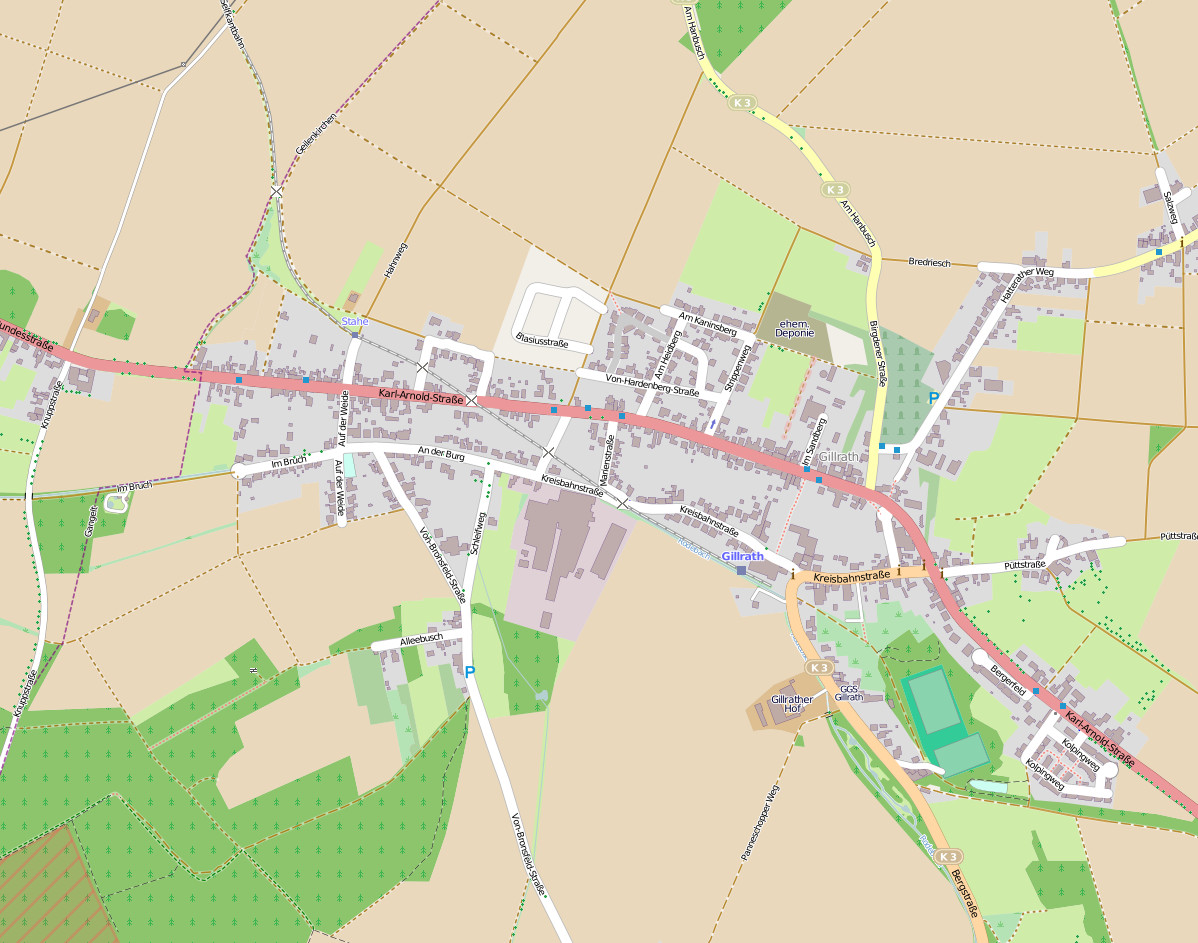
Übersichtskarte von Gillrath
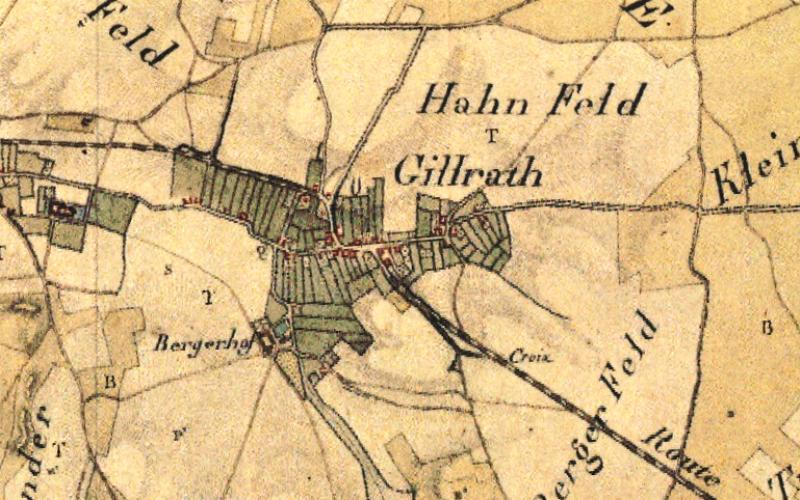
Gillrath im Jahre 1800 auf einer Karte von Jean Joseph Tranchot (die Burg links am Bildrand)
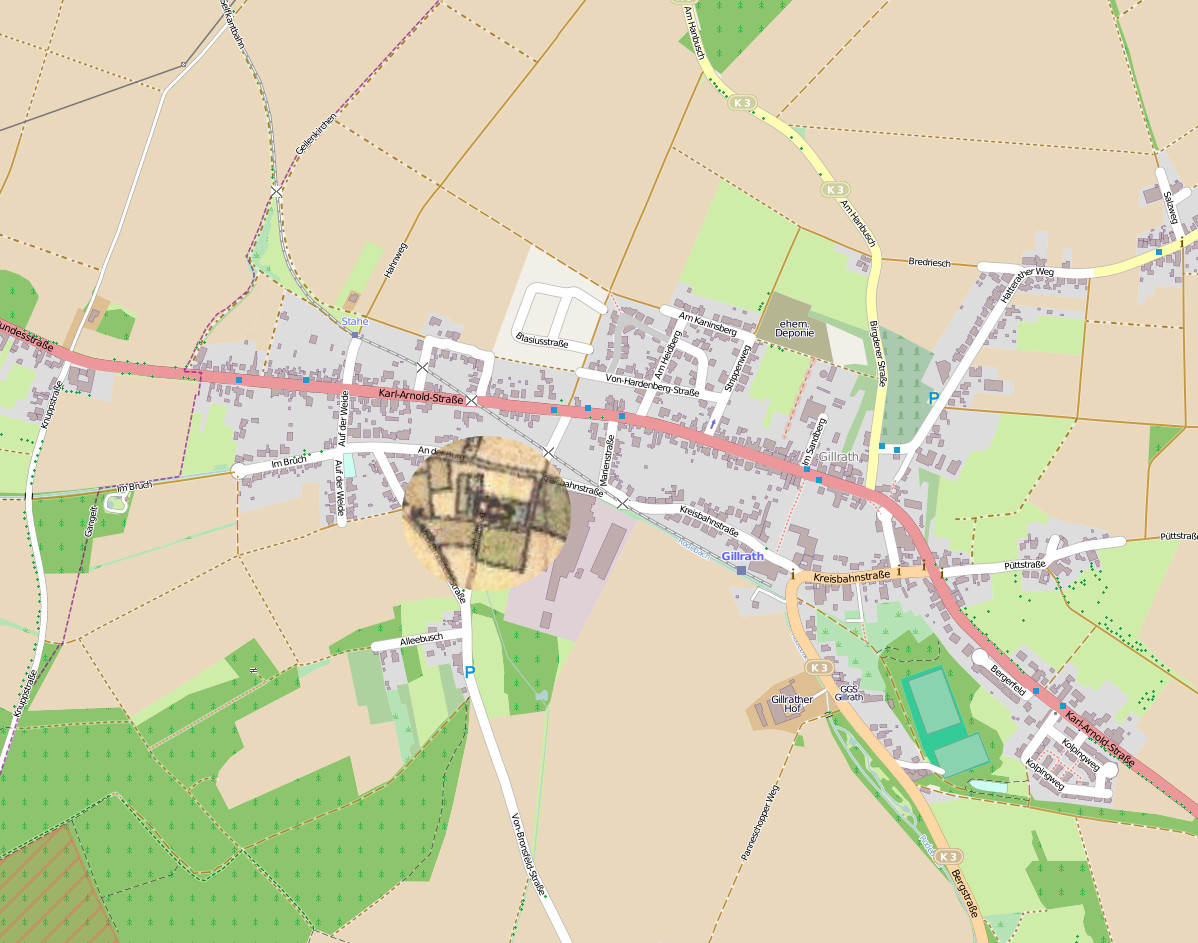
Übersichtskarte von Gillrath mit eingebetteter Lage der Burg Gillrath (um 1800)

## Aufbau

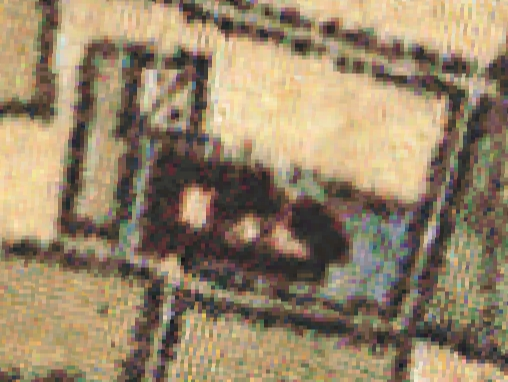
Burg Gillrath auf einer Karte von Tranchot (um 1800)

Die ganze, von Wassergräben umgebene Burganlage bestand in der Grundstruktur aus drei Teilen:
- Vorburg, bestehend aus dem ursprünglichen Emondtshof und damit der älteste Teil der Anlage.
- Hauptburg, bestehend aus dem später errichteten Prinzipalgebäude.
- Burggarten

Der heutige Verlauf des Schleifwegs stellt die Grenze zwischen der Vorburg und dem Prinzipalgebäude, der Hauptburg, dar.
Über den Wassergraben führte eine 24 Fuß (entspricht etwa 7 m) breite und 12 Fuß (entspricht etwa 3,50 m) lange Brücke in die Vorburg. Die Vorburg enthielt neben einem Wohnhaus die Scheune, Stallungen und einen großen Holz- und Wagenschuppen. Zudem befand sich dort eine Rossmühle, deren Mühlsteine durch Pferdekraft betrieben werden konnten.
Die später von Thomas von Nevelstein neben dem Emondtshof erbaute Hauptburg konnte über eine Zugbrücke erreicht werden. Diese führte über den Wassergraben, der Vorburg und Hauptburg trennte. Zur weiteren Sicherung der Hauptburg wurden zwei viereckige Bergfriede errichtet.
Vermutlich war der Hauptzugang zu der gesamten Anlage von Süden her aus Richtung Panneschopp.
Die Orte Grotenrath und Scherpenseel waren an den Emondtshof zehntpflichtig.

## Geschichte

### 15. und 16. Jahrhundert – Die Familie von Nevelstein
Bereits 1476 wurde der Emondtshof erwähnt, als dieser an Steffen von Molenbach, genannt Breyloe, fiel. Im Jahre 1517 erhielt Thomas von Gronsfeld, genannt Nevelstein, durch Erbteilung den Hof als Ritterlehen. Im 16. Jahrhundert erließ der Herzog Wilhelm V. von Jülich einen Befehl, in dem die Verhältnisse auf dem Emondtshof zu Geilraedt definiert wurden. Zum Emondtshof gehörten demnach Haus, Hof, Weiher, Graben und Garten mit insgesamt ca. vier Morgen (entspricht, ausgehend vom Rheinischen Morgen, etwa 12.000 m²). Mit den dazugehörigen Wiesen erreichte das Gut eine Größe von ca. acht Morgen (24.000 m²).
So lebten drei Generationen des Geschlechts von Nevelstein auf dem Emondtshof. Als der Junker Johann von Nievelstein starb, wurde sein Vermögen durch die herzöglichen Räte in Düsseldorf festgestellt. Der Emondshof wurde dabei mit seinen zugehörigen Ländereien auf 24.000 Reichstaler taxiert. Zusammen mit den Lehensgütern lag der Gesamtwert bei 55.600 Rthlr. Da es sich bei dem Haus Gillrath offensichtlich um ein Mannlehen handelte, durfte das Gut nicht an die weiblichen Nachkommen vererbt werden. Daraufhin entbrannte ein zum Teil militärisch geführter Erbstreit um die Hinterlassenschaften. Erst im Jahre 1621 erhielt Johann von Obsinnich das Lehen Haus Gillrath, nachdem er die Erbin von Nevelstein heiratete und sich dafür einsetzte, dass das Lehen nicht als Mannlehen angesehen wurde.

### 17. Jahrhundert – Die Familie Reboderath
Sein Neffe Wilhelm von Warrenburg übernahm das Lehen am 1. August 1645, nach seinem Tode fiel es an die Familie von Reboderath. Nach dem Tode des Herzogs von Jülich 1653 wurden, wie es üblich war, alle Lehen erneuert. So erhielt Dederich Bertram von Reboderath am 23. September 1655 eine Neubelehnung des Hauses Gillrath, das er bereits 1659 wieder veräußern wollte, um seine Gläubiger zu befriedigen. Dieser Verkauf wurde jedoch nicht durchgeführt, stattdessen wurde ein anderes ihm zugesprochenes Lehen veräußert. Am 23. September 1666, nach dem Tode Dederichs Bertram von Reboderath, übernahm sein Sohn Johann Diederich von Reboderath das Lehen. Nach seinem Tode 1681 erhielt Johann Wilhelm von Reboderath das Lehen als Vormund der beiden unmündigen Kinder. Da es um die finanzielle Situation des Hauses Gillrath weiterhin durchgehend schlecht bestellt war, wurde der Grothenrather Zehnt verkauft. Im Verlaufe des 17. Jahrhunderts, während der Ära von Reboderath, wurde das Haus Gillrath aufgeteilt in ein Unteres Haus Gillrath mit verschiedenen Inhabern und ein Oberes Haus Gillrath, das im Besitz der Familie von Reboderath verblieb. 1699, nach dem Tode Johann Wilhelm von Reboderath, erbte seine Nichte Agnes Gabriele von Reboderath das Obere Haus Gillrath. Damaliger Besitzer des Unteren Hauses war Nicolaß Wattiau.

### 18. und 19. Jahrhundert – Niedergang des Hauses Gillrath

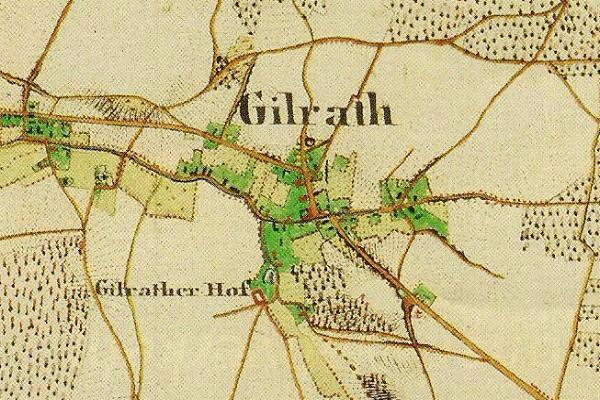
Urkataster aus dem Jahr 1846

Der Niedergang des Hauses Gillrath ab dem 18. Jahrhundert ist nicht dokumentiert. In einer Katasterkarte von 1846 ist der Emondtshof im Gegensatz zum kleineren 'Gillrather Hof' nicht mehr namentlich verzeichnet. Es ist davon auszugehen, dass das Gut bereits zu dieser Zeit keinen nennenswerten Einfluss mehr hatte. Die Bezeichnung des heutigen Schleifwegs, der von der ehemaligen Burganlage aus Richtung Süden verläuft, lässt darauf schließen, dass die Anlage gezielt geschleift und die Bausubstanz über diesen Weg Richtung Süden abtransportiert wurde.

### 20. Jahrhundert – Relikte in der Neuzeit
Zu Beginn des 20. Jahrhunderts sollen laut Augenzeugenberichten noch ein Weiher und eine Burgruine erhalten gewesen sein. Dies entspricht auch den Kataster-Neuaufnahmen zwischen 1891 und 1912. Auch bis ins spätere 20. Jahrhundert waren Relikte der alten Burg sichtbar, bis sie im Laufe der Zeit der Bebauung mit Wohnhäusern zum Opfer fielen. Bereits in den TK25-Karten aus den Jahren 1936–1945 führt der heutige Schleifweg durch das ehemalige Burg-Gelände.  Lediglich an der Westseite des Weges sind noch seenartige Gebilde zu erkennen. Auch dort stehen heute Wohnhäuser und  es erinnern lediglich die Namen der umliegenden Straßen An der Burg, Zum Emondtshof,Schleifweg und Von-Bronsfeld-Straße an die ehemalige Anlage.
In historischen Dokumenten sind verschiedene Bezeichnungen der Anlage zu finden, so findet man neben der Bezeichnung Emondtshof des Öfteren auch die Bezeichnungen Emondshof, Emondts Hof, Emonds Hof oder Haus Gillrath.

## Wappen der Familienvon Gronsfeldundvon Nevelstein
Die Familie von Nevelstein führte das Wappen der Familie von Gronsfeld weiter. Es besteht aus drei schwarzen Kuchen auf goldenem oder silbernem Schild.

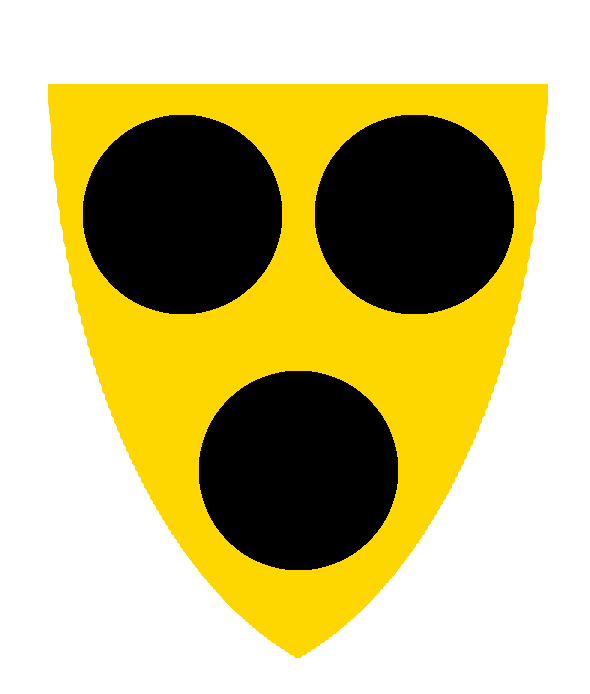
Wappen der Familie Gronsfeld in Gold
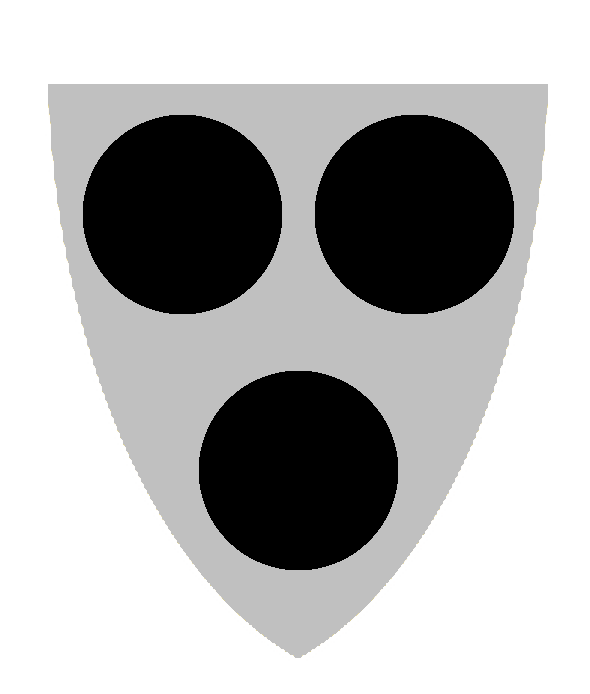
Wappen der Familie Gronsfeld in Silber